# Triumph Tiger 1050
La Triumph Tiger 1050 è una motocicletta prodotta dalla casa motociclistica inglese Triumph Motorcycles presentata nel 2006 e prodotta fino al 2021.
Il motore è lo stesso tricilindrico da 1050 cm³ della naked Speed Triple 1050 sebbene "addolcito" per adattarlo ad un uso polivalente.

## Aspetto
La nuova Tiger, a differenza dalla precedente Tiger 955 non ha vocazione per il fuoristrada.
Appartiene, piuttosto, al nuovo genere di motocicletta polivalente, adatta cioè tanto alle strade urbane quanto alle strade extraurbane, di montagna e anche alle autostrade, come, ad esempio, la Kawasaki Versys. Il design della Tiger 1050 è di Rodolfo Frascoli della Marabese Design.

## Caratteristiche tecniche
Col passaggio al nuovo motore tricilindrico da 1050 cm³ la nuova Tiger cambia anche le sue attitudini e, nonostante la ciclistica mantenga la sua struttura enduro, guadagna tutti gli attributi di sport tourer.
La ruota anteriore passa infatti dai 19" ai 17" di diametro sempre con la forcella a steli rovesciati, ora però regolabili, guadagnando un avantreno maneggevole e leggero adatto a svincolare negli ingorghi del traffico.
Ad un primo sguardo la mole imponente della moto dà l'idea di pesantezza, ma l'apparenza inganna in quanto il peso dichiarato è di soli 200 kg a secco, ben 17 meno della versione precedente; la cosa dovrebbe garantire una certa facilità d'uso anche se si rivela più adatta alle persone alte (chi non raggiunge 1,75 m, sebbene la sella sia ribassata, fatica a toccare terra).
La frenata viene garantita da due pinze radiali a 4 pistoncini con dischi da 320 mm di diametro all'anteriore e un disco da 255, ma con pinze a 2 pistoncini al posteriore e con la possibilità di adottare anche il sistema ABS.

## Motore
Pur essendo lo stesso tricilindrico che equipaggia la più sportiva Speed Triple 1050 il motore è stato rivisto per erogare più dolcemente i suoi "cavalli" anche se con i suoi 117 CV la "Tigre" è, nel 2007 periodo in cui esce, la motard stradale più potente in circolazione.
È un motore in grado di spingere con fluidità in città, ma in grado di impressionare per il suo vigore su strada poiché è possibile spalancare il gas a poco più di 1000 giri in sesta e allungare fino ai 10.000.
Insomma, un motore "facile", ma non troppo, non adatto a chi non ha esperienza con motori sopra i 100 CV.